# Bodtjärnen (Sättna socken, Medelpad)
Bodtjärnen är en sjö i Sundsvalls kommun i Medelpad och ingår i Selångersåns huvudavrinningsområde.